# 陳蕊莊
陳蕊莊，MH（1983年1月4日—），香港輪椅擊劍運動員。

## 簡歷
陳蕊莊自幼患上「先天脊柱裂」，導致下半身不能正常走路，要靠手叉輔助行走。10歲時，她的病情突然惡化，大腿的麒麟骹脫落，需要進行手術固定骹位；但不幸地，手術未有成功，致使她日後也要依靠輪椅行動。
陳蕊莊小學及中學都在香港紅十字會雅麗珊郡主學校就讀，在學期間，她積極參與各項體育運動，每年校運會也至少取得三至四面金牌，是校內的運動健將。中學時，她在學校觀看過一些輪椅劍擊的示範表演後，便對此運動產生興趣；後來，其偶像劉德華在電影中扮演張偉良參加輪椅劍擊比賽，她覺得「好有型」，因而激發她正式學習劍擊。
陳蕊莊在中學會考考得足夠入讀中六的成績，但她選擇不繼續原校升學，轉而到香港專業教育學院柴灣分校修讀會計學課程，以爭取更多時間練劍。畢業後，她因要同時兼顧工作，較在學時更難安排練習；但在其僱主的相就下，她仍能堅持練習和參賽，並在各大賽事贏得佳績。

### 運動員生涯
2001年，陳蕊莊正式接受劍擊訓練，一年後便被邀請加入香港代表隊。2002年，她獲得首次代表香港出賽的機會，參加在釜山舉行的遠東及南太平洋殘疾人運動會。
2004年的雅典殘奧會上，陳蕊莊取得三金一銀的佳績。2006年的遠東及南太平洋殘疾人運動會，她又再次奪得三金一銀。
2008年，代表中國香港參加北京殘奧會轮椅击剑比赛，奪得女子個人花劍及女子個人重劍金牌；並在閉幕禮擔任港隊持旗手。
2010年，代表中國香港出戰廣州亞殘運會轮椅击剑比赛，贏得一金、一銀、一銅的佳績。
2016年，代表中國香港參加里約熱內盧殘奧會轮椅击剑比赛，赢得女子B組重劍個人銅牌及女子重劍團體賽銀牌。

## 重要獎項
- 2004年

雅典傷殘人士奧運會
女子個人花劍B級 金牌
女子個人重劍B級 銀牌
女子團體重劍（公開） 金牌（夥拍：范珮珊、王潔梅、余翠怡）
女子團體花劍（公開） 金牌（夥拍：范珮珊、王潔梅、余翠怡）
- 2006年

輪椅劍擊世界杯
女子個人花劍B級 金牌
女子個人重劍B級 金牌
女子團體重劍（公開） 銀牌（夥拍：范珮珊、余翠怡）
波蘭華沙輪椅劍擊世界盃
女子個人花劍B級 金牌
女子個人重劍B級 金牌
女子團體花劍（公開） 銀牌（夥拍：范珮珊、余翠怡、曹萍）
意大利都靈世界輪椅劍擊錦標賽
女子個人花劍B級 金牌
女子個人重劍B級 金牌
女子團體重劍（公開） 金牌（夥拍：范珮珊、王潔梅、余翠怡）
女子團體花劍（公開） 金牌（夥拍：范珮珊、吳舒婷、余翠怡）
馬來西亞吉隆坡遠東及南太平洋殘疾人運動會
女子個人花劍B級 金牌
女子個人重劍B級 金牌
女子團體重劍（公開） 金牌（夥拍：范珮珊、王潔梅、余翠怡）
女子團體花劍（公開） 銀牌（夥拍：范珮珊、吳舒婷、余翠怡）
- 2007年

西班牙華倫西亞輪椅劍擊世界盃
女子個人花劍B級 金牌
女子個人重劍B級 金牌
女子團體花劍（公開） 金牌（夥拍：范珮珊、余翠怡、曹萍）
波蘭華沙輪椅劍擊世界盃
女子個人花劍B級 金牌
女子個人重劍B級 銀牌
女子團體重劍（公開） 金牌（夥拍：范珮珊、吳舒婷、余翠怡）
- 2008年

德國馬肖爾輪椅劍擊世界盃
女子個人花劍B級 金牌
女子個人重劍B級 銅牌
女子團體重劍（公開） 金牌（夥拍：范珮珊、吳舒婷、余翠怡）
意大利盧納圖輪椅劍擊世界盃
女子個人花劍B級 金牌
女子個人重劍B級 金牌
波蘭華沙輪椅劍擊世界盃
女子個人花劍B級 金牌
女子個人重劍B級 金牌
北京傷殘人士奧運會
女子個人花劍B級 金牌
女子個人重劍B級 金牌
- 2009年

波蘭華沙輪椅劍擊世界盃
女子個人重劍B級 金牌
女子個人花劍B級 銅牌
女子團體花劍（公開） 金牌（夥拍：范珮珊、吳舒婷、余翠怡）
- 2010年

IWAS意大利盧納圖輪椅劍擊世界盃
女子個人花劍B級 金牌
女子個人重劍B級 銀牌
廣州亞洲殘疾人運動會
女子個人花劍B級 金牌
女子個人重劍B級 銅牌
女子團體重劍（公開） 金牌（夥拍：范珮珊、吳舒婷、余翠怡）

## 榮譽
- 香港特區政府嘉獎

行政長官社區服務獎狀（2005年）
榮譽勳章（MH）（2010年）
- 香港傑出運動員選舉

「香港最具潛質運動員」（2004年）
「香港傑出運動員」（2008年）
「香港最佳運動組合」－ 香港女子輪椅劍擊隊（2004年、2010年、2011年、2012年、2013年、2015年 - 共6次當選）
- 其他

「香港十大再生勇士」（2005年）